# 阿德里安·莱恩
阿德里安·莱恩（Adrian Lyne；1941年3月4日—），或译亞卓安·林恩，是一位英国电影导演、作家和制片人，曾凭借《致命的吸引力》获得奥斯卡最佳导演奖提名。

## 生平
莱恩出生于北安普敦郡（现剑桥郡）的彼得伯勒，在伦敦长大。他在北伦敦的海格特学校与弟弟奥利弗·莱恩一起读书，后者后来成为牛津大学的古典学者。其父是一位教师。
他在学校的时候就对电影很感兴趣，1970年代开始电视广告导演生涯，其作品曾入选倫敦影展。他于1980年开始制作长片，以性感的故事和人物闻名。
在导演了《出轨》之后，他息影了二十年，2012年和2015年曾传出他将再次执导电影的消息，但都未兑现。2022年，他执导的《深水》终于上映，成为他息影二十年后的第一部作品。